# Johannes Baptist Ferdinand
Maria Peter Johannes Baptist Ferdinand (* 10. Januar 1880 in Ründeroth; † 14. Mai 1967 in Ettenheim) war ein deutscher Heimatforscher und Landgerichtsdirektor im badischen Justizministerium.

## Leben
Johannes Baptist Ferdinand legte sein Abitur am Berthold-Gymnasium Freiburg ab. Er studierte anschließend Rechtswissenschaften in Freiburg und Berlin. 1005 meldete er sich freiwillig für ein Jahr zum 5. Badischen Infanterie-Regiment Nr. 113. Anschließend promovierte er zum Dr. jur. in Freiburg zu dem Thema „Das Rechtsmittel der Beschwerde“. Zunächst als Gerichtsassessor in Waldshut eingesetzt, unterbrach er diese Tätigkeit wegen des Ersten Weltkriegs. Dort kämpfte er in den Vogesen und wurde mit dem Eisernen Kreuz ausgezeichnet. 1918 schied er als Leutnant aus dem Dienst aus.
Ferdinand sollte danach in Pforzheim Amtsrichter werden, trat diese Stelle jedoch nicht an. Stattdessen wurde er Amtsrichter in Lörrach und anschließend in Ettenheim. Von 1928 bis 1932 war er als Staatsanwalt tätig. Von 1932 bis 1933 war er Oberregierungsrat. Mit der Machtergreifung endete seine Karriere, da er sich nicht mit den Nationalsozialisten arrangieren wollte. Er ging als Landgerichtsdirektor an eine Zivilkammer des Landgerichts Karlsruhe, wo er bis zu seinem Ruhestand blieb.
Bereits 1927 betätigte er sich schriftstellerisch. Mit Das Amtsgericht Ettenheim erschien in diesem Jahr seine erste Arbeit. Es folgten Episoden aus der Geschichte Ettenheims sowie Miscellen aus Vergangenheit und Gegenwart des Bezirks Ettenheim, letzteres zusammen mit Albert Köbele. Diese publizistische Tätigkeit setzte er auch im Ruhestand fort. So erschienen verschiedene Sammlungen seiner Aufsätze, insbesondere zur Geschichte Ettenheims, aber auch der umliegenden Orte. Er publizierte auch in Tageszeitungen oder Heimatheften. 1950 wurde er Ehrenbürger von Ettenheim. 1956 erhielt er das Bundesverdienstkreuz am Bande und 1965 das Bundesverdienstkreuz 1. Klasse.
Er verstarb am 14. Mai 1967 in Ettenheim. Hier ist auch eine Straße nach ihm  benannt.

## Werke
- Das Rechtsmittel der Beschwerde. Dissertation 1908.
- Das Amtsgericht Ettenheim. Ettenheim 1927.
- Episoden aus der Geschichte Ettenheims, Ettenheim 1935.
- Miscellen aus Vergangenheit und Gegenwart des Bezirks Ettenheim. Zusammen mit Albert Köbele. Ettenheim 1936/1937.
- Neue Miszellen aus Heimat und Landschaft, Band I (1949–1954) Ettenheim 1959.
- Neue Miszellen aus Heimat und Landschaft, Band II (1954–1959). Ettenheim 1959.
- Festschrift zum 75jährigen Stiftungsfest des Männergesangvereins Frohsinn, Ettenheimweiler Ettenheimweiler: Männergesangverein Frohsinn, 1963.
- Aufsätze zur Geschichte Ettenheims und seiner Umgebung. Ettenheim: Historischer Verein für Mittelbaden, Mitgliedergruppe Ettenheim, 1980 (Nachdruck)